# Andy Karl
Andy Karl est un acteur et chanteur né le 28 août 1974 à Baltimore au Maryland. Il est principalement connu pour des rôles dans des comédies musicales produite à Broadway, comme Groundhog Day, La Revanche d'une blonde, 9 to 5, Rocky the Musical, Pretty Woman, Wicked, Drood, Jersey Boys et Into the Woods.

## Biographie
Karl est né le 28 août 1974 à Baltimore, dans le Maryland, de Walter Cesewski et Susan Weisman. Il a fréquenté la Towson High School, où il faisait partie de l'équipe de football américain et participait aux productions théâtrales. Au lycée, il a interprété Jud Fry dans Oklahoma! et le général Bullmoose dans Li'l Abner. À 16 ans, il a joué le rôle-titre d’Aladdin au White Marsh Dinner Theatre.
Après le lycée, il a poursuivi ses études à la Towson University, où il a étudié le chant et la musique. Il envisageait initialement de devenir professeur de chant, jusqu'à ce qu'un metteur en scène d'une pièce universitaire l'encourage à poursuivre une carrière professionnelle d'acteur. Karl a continué à se produire dans des spectacles pendant ses études. Il a adopté le nom de scène Karl en hommage à son arrière-grand-père, Andrew Karl, un pompier de Baltimore. Entre l’hiver 1993 et 1994, il a interprété le dragon de 2,7 mètres dans la comédie musicale pour enfants The Reluctant Dragon au Toby's Dinner Theatre de Columbia, Maryland.

## Filmographie

### Cinéma
- 2008 : New York, I Love You : le petit-ami de Zoe
- 2012 : Joyful Noise : Caleb
- 2014 : Ainsi va la vie : Ted
- 2016 : Brooklyn Village
- 2019 : Hooked : Connor Carlisle
- 2020 : Faraway Eyes : Michael
- 2020 : Artists Unite
- 2023 : Atrabilious : Greg Meyers

### Télévision
- 2015 : Forever : Sean Moore (1 épisode)
- 2015-2016 : New York, unité spéciale : Mike Dodds (15 épisodes)
- 2018 : Staties : Sam King
- 2020 : Prodigal Son : Joseph (1 épisode)
- 2021 : No Activity : Yohan (1 épisode)
- 2021 : The Good Fight : Officier Jesse McFinley (1 épisode)
- 2022 : Blue Bloods : Will Farmer (1 épisode)

## Comédies musicales
- 1994 : The Who's Tommy
- 1998 : Cats : Rum Tum Tugger
- 2000 : Saturday Night Fever : Joey
- 2000 : Saturday Night : Messrs Vlastnik, Washington et Thorell
- 2003 : Romeo and Bernadette : Dino Del Canto
- 2003 : Grease : Danny Zuko
- 2004-2005 : On the Record : un membre du quartet
- 2005 : Altar Boyz : Luke
- 2005 : Slut : Adam
- 2006 : The Wedding Singer : David Fonda
- 2006 : Bright Lights, Big City : Tad
- 2007-2008 : La Revanche d'une blonde : Chad, Dewey et Kyle
- 2009 : 9 to 5 : Joe
- 2010 : Wicked : Fiyero
- 2011-2013 : Jersey Boys : Tommy DeVito
- 2012-2013 : Drood : Neville Landless et M. Victor Grinstead
- 2014 : Rocky the Musical : Rocky Balboa
- 2015 : On the Twentieth Century : Bruce Granit
- 2016-2017 : Groundhog Day : Phil Connors
- 2018-2019 : Pretty Woman : Edward Lewis
- 2022 : Into the Woods : le loup, le prince de Cendrillon et le prince de Raiponce